# Oligonychus kadarsani
Oligonychus kadarsani är en spindeldjursart som beskrevs av Ehara 1969. Oligonychus kadarsani ingår i släktet Oligonychus och familjen Tetranychidae. Inga underarter finns listade i Catalogue of Life.